# Вулиця Казанцева
Вулиця Каза́нцева — невелика, але одна із найважливіших, вулиць у центрі Центрального району Маріуполя.

## Історія вулиці
Стара назва вулиці на околиці за часів СРСР — Комунальна. Через близькість до Технічного університету і на згадку про померлого у 1966 р. професора-металурга Казанцева І. Г. за наказом міськвиконкому від 3 травня 1966 р. вулиця Комунальна перейменована на вулицю Казанцева.
Казанцев Іван Георгійович (1899—1966) — викладач і професор тодішнього Металургійного інституту, доктор технічних наук, кавалер орденів Леніна та Трудового Червоного Прапора.

## Загальні відомості
Вулиця Казанцева — одна з центральних у місті з точки зору інфраструктури. Бере початок вона від кінця Шишманки, упершись у вулицю Італійську. Минувши квартал студмістечка ПДТУ, вона минає центральний адміністративний квартал на площі Грецькій зі спаленою будівлею Маріупольської міськради. На третьому кварталі розташований гуртожиток ММК «ім. Ілліча».
Другий відтинок починається від вулиці Соборної, де розташоване трамвайне кільце більшості маршрутів міського трамваю. Ліворуч бере початок одноповерхові будинки місцевості Парковий. Праворуч — стіна покинутого трамвайного депо МТТУ. Від трамвайного кільця бере початок блошиний ринок із торгівлею, саморобними павільйонами, контейнерами тощо. Рух транспорту ускладнений не лише торгівлею та рухом трамваїв, але й жахливим станом дорожнього полотна.
Наступний відтинок — від вулиці Миколаївської до вулиці Митрополитської — це власне територія ринку побутових товарів, відповідно руху автотранспорту немає.
Й останній четвертий відтинок — це спуск однорядною дорогою додолу, з одного боку 9-поверхові будинки, а з іншого — будинки місцевості Новоселівка.
Закінчується вулиця Казанцева фактично виходом на дворовий заїзд із проспекту Металургів, хоча на ділі цей заїзд має адресу бульвару Шевченка.

## Декотрі об'єкти вулиці
- Сучасна вулиця Казанцева починається від вулиці Італійська.
- Колишній студентський гуртожиток. Побудований будуправлінням № 7 тресту «Азовстальбуд» і зданий в експлуатацію 1955 року. З 1960 року тут розмістили декілька кафедр сучасного Приазовського державного технічного університету (ПДТУ)[2].
- Поруч (вул. Казанцева, 3-а) ще один корпус, який належить Приазовському державному технічному університету. В ньому розташований Інститут економіки і менеджменту ПДТУ, що займає перший поверх. Другий поверх віддали під профілакторій.
- Чотириповерховий будинок 7-а, де був проектний інститут «Маріупольпроект», організований 1959 року. За проектами цього закладу був забудований типовими спорудами Маріуполь часів СРСР. За проектами цього закладу забудовували також радянські поселення у Волноваському, Бойківському, Мангушському, Новоазовському районам[2].
- площа Грецька
- Колись у цьому районі стояла православна церква поблизу міського ринку[3]. Поруйнована в часи Безбожної п'ятирічки.
- Центральний ринок Маріуполя.
- Частина вулиці забудована багатоповерхівками радянського часу. В квартирі будинку № 27 мешкав філофоніст, винахідник і історик радянської естради Котлярчук Борис Леонідович (1936—1998), онук Апатова, на згадку про якого названа вулиця в Маріуполі. Котлярчук Б. Л. — автор історичної книги (російська назва) «Старые песни: история и судьбы»[2].
- За ринком збережена пересічна забудова колишньої вулиці Комунальної[2].

## Перетин із вулицями
Колишня вулиця на околиці історичної частини Маріуполя не стільки перетинає, скільки є шляхом, де закінчується декілька довгих вулиць історичної частини міста. За вулицею Казанцева розташовані ділянки землі зі складним рельєфом, що породило і назву малої вулиці Байрачна (Овражна). За цими вулицями розташоване також старе міське кладовище 19 — початку 20 ст.
- вулиця Італійська
- проспект Нахімова
- проспект Миру
- площа Грецька
- Соборна
- Сінна
- Мар'їнська балка
- Миколаївська
- Митрополитська
- Цегляна
- бульвар Шевченка